# Дорога в Средиземье
«Доро́га в Средизе́мье» (англ. The Road to Middle-Earth) — фундаментальное научное исследование произведений писателя Джона Р. Р. Толкина, написанное британским филологом и литературоведом Томом Шиппи. Впервые опубликовано в 1982 году. Согласно ряду оценок является лучшим и эталонным научным трудом о творчестве Толкина.

## Содержание
Автор книги, Том Шиппи, преподавал в Оксфордском университете в одно время с Толкином. Так же, как и у Толкина, сферой его научной деятельности было изучение древнеанглийского и среднеанглийского языков. C 1979 года на протяжении 14 лет он занимал должность профессора на кафедре английского языка и средневековой английской литературы в Лидском университете, которую Толкин возглавлял в начале карьеры.
В своём исследовании Шиппи излагает суть применяемого Толкином творческого метода «творения на основе филологии» и рассматривает источники, вдохновившие писателя на создание произведений о мире Средиземья, среди которых «Беовульф», Старшая и Младшая Эдды, «Сага о Вёльсунгах», «Калевала», среднеанглийские поэмы «Сэр Гавейн и Зелёный рыцарь», «Сэр Орфео» и «Перл», собрания сказок братьев Гримм, Асбьёрнсена и Моэ, произведения Джорджа Макдональда и Уильяма Морриса.

## Восприятие
Российский историк культуры Сергей Алексеев в своей книге о Толкине назвал «Дорогу в Средиземье» «фундаментальным трудом», созданным «виднейшим британским академическим толкиноведом». По мнению рецензента американского литературного журнала Kirkus Reviews «Дорога в Средиземье» стала «самой полезной книгой о Толкине со времён биографии Карпентера». Венгерский медиевист Гергей Надь в рецензии на третье издание «Дороги в Средиземье», опубликованной в научном журнале Tolkien Studies, отметил, что книга Шиппи — «лучшее из всего когда–либо написанного о Толкине». По мнению исследователя, «Дорога в Средиземье» является «основополагающей монографией», которая с момента своего издания стала символом источниковедческого подхода к изучению произведений Толкина. Согласно «Энциклопедии Дж. Р. Р. Толкина» среди важнейших толкиноведческих исследований книга Шиппи «остаётся эталоном, по которому должны оцениваться все другие литературоведческие труды».